# Anoectangium thomsonii
Anoectangium thomsonii är en bladmossart som beskrevs av Mitten 1859. Anoectangium thomsonii ingår i släktet Anoectangium och familjen Pottiaceae. Inga underarter finns listade i Catalogue of Life.